# Juliane Seyfarth
Juliane Seyfarth (Eisenach, 19 febbraio 1990) è una saltatrice con gli sci tedesca.

## Biografia
Ha esordito in Coppa Continentale, la massima competizione femminile di salto prima dell'istituzione della Coppa del Mondo nella stagione 2012, il 23 luglio 2004 a Park City (13ª) e ai Campionati mondiali a Oslo 2011, classificandosi 31ª nel trampolino normale. In Coppa del Mondo ha esordito nella gara inaugurale del 3 dicembre 2011 sul trampolino Lysgårdsbakken di Lillehammer (15ª); ai Mondiali di Falun 2015 è stata 14ª nel trampolino normale mentre ai XXIII Giochi olimpici invernali di Pyeongchang 2018, suo esordio olimpico, si è classificata 10ª nel trampolino normale.
Ha conquistato la sua prima vittoria, nonché primo podio, in Coppa del Mondo il 30 novembre 2018 a Lillehammer; ai Mondiali di Seefeld in Tirol 2019 ha vinto la medaglia d'oro nella gara a squadre e nella gara a squadre mista ed è stata 4ª nel trampolino normale, mentre a quelli di Oberstdorf 2021 si è classificata 21ª nel trampolino normale, 10ª nel trampolino lungo e 5ª nella gara a squadre. Ai XXIV Giochi olimpici invernali di Pechino 2022 si è classificata 19ª nel trampolino normale e ai Mondiali di Trondheim 2025 ha vinto la medaglia di bronzo nella gara a squadre ed è stata 27ª nel trampolino normale e 13ª nel trampolino lungo.

## Palmarès

### Mondiali
- 3 medaglie:
  - 2 ori (gara a squadre, gara a squadre mista a Seefeld in Tirol 2019)
  - 1 bronzo (gara a squadre a Trondheim 2025)

### Mondiali juniores
- 1 medaglia:
  - 1 oro (trampolino normale a Kranj 2006)

### Coppa del Mondo
- Miglior piazzamento in classifica generale: 3ª nel 2019
- 16 podi (13 individuali, 3 a squadre):
  - 6 vittorie (4 individuali, 2 a squadre)
  - 6 secondi posti (individuali)
  - 4 terzi posti (3 individuali, 1 a squadre)

#### Coppa del Mondo - vittorie
| Data             | Località     | Nazione  | Trampolino                                                                 |
| ---------------- | ------------ | -------- | -------------------------------------------------------------------------- |
| 30 novembre 2018 | Lillehammer  | Norvegia | Lysgårdsbakken HS98                                                        |
| 19 gennaio 2019  | Zaō          | Giappone | Yamagata HS102 (con Ramona Straub, Carina Vogt e Katharina Althaus)        |
| 9 febbraio 2019  | Ljubno       | Slovenia | Logarska dolina HS95 (con Carina Vogt, Anna Rupprecht e Katharina Althaus) |
| 16 marzo 2019    | Nižnij Tagil | Russia   | Aist HS97                                                                  |
| 17 marzo 2019    | Nižnij Tagil | Russia   | Aist HS97                                                                  |
| 23 marzo 2019    | Čajkovskij   | Russia   | Snežinka HS102                                                             |